# Anything Goes (album de Mehldau)
Pour les articles homonymes, voir Anything Goes.
Albums de Brad Mehldau Trio
Largo
(2002) Live in Tokyo
(2004)
Anything Goes est un album en trio du pianiste de jazz américain Brad Mehldau sorti en 2004 chez Nonesuch Records.
Après l'expérimental Largo, Anything Goes marque un retour à une forme plus traditionnelle du trio jazz.
Le disque, composé de standards, est issu de deux sessions en septembre 2002 (House on Hill, centré autour de compositions originales, a aussi été partiellement enregistré lors de ces sessions).

## Liste des pistes
| No  | Titre                             | Musique                                                    | Durée |
| --- | --------------------------------- | ---------------------------------------------------------- | ----- |
| 1.  | Get Happy                         | Harold Arlen, Ted Koehler                                  | 9:41  |
| 2.  | Dreamsville                       | Raymond B. Evans, Jay Livingston, Henry Mancini            | 5:01  |
| 3.  | Anything Goes                     | Cole Porter                                                | 7:07  |
| 4.  | Tres Palabras                     | Osvaldo Farrés                                             | 5:00  |
| 5.  | Skippy                            | Thelonious Monk                                            | 5:26  |
| 6.  | Nearness of You                   | Hoagy Carmichael, Ned Washington                           | 6:43  |
| 7.  | Still Crazy After All These Years | Paul Simon                                                 | 5:21  |
| 8.  | Everything in Its Right Place     | Radiohead                                                  | 6:56  |
| 9.  | Smile                             | Charlie Chaplin, Geoff Parsons, James John Turner Phillips | 6:51  |
| 10. | I've Grown Accustomed to Her Face | Alan Jay Lerner, Frederick Loewe                           | 4:48  |

## Personnel
- Brad Mehldau - piano
- Larry Grenadier - contrebasse
- Jorge Rossy -  batterie